# Soir avec nuages
Soir avec nuages (en allemand : Abend mit Wolken) est un tableau du peintre allemand Caspar David Friedrich, réalisé vers 1824, exposé à la Kunsthalle de Mannheim en Allemagne.